# Novîi Koreț, Koreț
Novîi Koreț (în ucraineană Новий Корець) este o comună în raionul Koreț, regiunea Rivne, Ucraina, formată numai din satul de reședință.

## Demografie
Componența lingvistică a comunei Novîi Koreț
     Ucraineană (98,96%)
     Alte limbi (0,82%)
Conform recensământului din 2001, majoritatea populației comunei Novîi Koreț era vorbitoare de ucraineană (98,96%), existând în minoritate și vorbitori de alte limbi.